# Кэнъэй
Кэнъэй (яп. 建永 кэнъэй) — девиз правления (нэнго) японского императора Цутимикадо, использовавшийся с 1206 по 1207 год .

## Продолжительность
Начало и конец эры:
- 27-й день 4-й луны 3-го года Гэнкю (по юлианскому календарю — 5 июня 1206);
- 25-й день 10-й луны 2-го года Кэнъэй (по юлианскому календарю — 16 ноября 1207).

## Происхождение
Название нэнго было заимствовано из 9-го цзюаня классического древнекитайского сочинения Вэньсюань:「流恵下民、建永世之業」.

## События
даты по юлианскому календарю
- 1206 год (2-я луна 1-го года Кэнъэй) — сёгун Минамото-но Санэтомо поднялся в придворной иерархии до 2-го ранга 4-го класса[5];
- 16 апреля 1206 года (7-й день 3-й луны 1-го года Кэнъэй) — император планировал посетить сэссё Кудзё Ёсицунэ, но в ночь накануне этого визита неизвестный убийца тайно проник в дом Ёсицунэ и зарезал его копьем, толкнув его вверх из-под пола. Преступника так и не нашли. Есицунэ тогда было 38 лет. Садайдзин Коноэ Иэдзанэ получил титул сэссё, а дайнагон Фудзивара-но Тадацунэ стал садайдзином[6];
- 1206 год (12-я луна 1-го года Кэнъэй) — Коноэ Иэдзанэ освобождён от обязанностей сэссё и назначен кампаку[7].

## Сравнительная таблица
Ниже представлена таблица соответствия японского традиционного и европейского летосчисления. В скобках к номеру года японской эры указано название соответствующего года из 60-летнего цикла китайской системы гань-чжи. Японские месяцы традиционно названы лунами.
| 1-й год Кэнъэй (Огненный Тигр)   | 1-я луна*       | 2-я луна  | 3-я луна  | 4-я луна* | 5-я луна  | 6-я луна* | 7-я луна  | 8-я луна*  | 9-я луна*   | 10-я луна  | 11-я луна* | 12-я луна  |
| -------------------------------- | --------------- | --------- | --------- | --------- | --------- | --------- | --------- | ---------- | ----------- | ---------- | ---------- | ---------- |
| Юлианский календарь              | 10 февраля 1206 | 11 марта  | 10 апреля | 10 мая    | 8 июня    | 8 июля    | 6 августа | 5 сентября | 4 октября   | 2 ноября   | 2 декабря  | 31 декабря |
| 2-й год Кэнъэй (Огненный Кролик) | 1-я луна        | 2-я луна* | 3-я луна  | 4-я луна  | 5-я луна* | 6-я луна  | 7-я луна* | 8-я луна   | 9-я луна*   | 10-я луна* | 11-я луна  | 12-я луна* |
| Юлианский календарь              | 30 января 1207  | 1 марта   | 30 марта  | 29 апреля | 29 мая    | 27 июня   | 27 июля   | 25 августа | 24 сентября | 23 октября | 21 ноября  | 21 декабря |

* звёздочкой отмечены короткие месяцы (луны) продолжительностью 29 дней. Остальные месяцы длятся 30 дней.